# Livia
För andra betydelser, se Livia (olika betydelser).
Livia Drusilla, efter år 14 Julia Augusta (latin: LIVIA•DRVSILLA, senare IVLIA•AVGVSTA), född 30 januari 58 f.Kr., död 29 e.Kr. i Rom, var en romersk kejsarinna. Hon var först gift med Tiberius Claudius Nero och fick med honom sönerna Tiberius och Drusus. Den sistnämnde föddes dock efter att hon hade gift om sig med Augustus, som hon sedan var gift med i 52 år, utan att de fick några gemensamma barn.
Hon gudförklarades av kejsar Claudius, och erhöll titeln augusta.

## Biografi

### Tidigt liv
Augustus fru Livia Drusilla var dotter till Drusus Claudianus som hade adopterats av gens Livia, men härstammade från Appianus Claudius Caecus. Hon var först gift med Tiberius Claudius Nero, men hennes skönhet tilldrog sig Octavianus blickar och 38 f.Kr. uppmanades hennes make att skilja sig från henne och lämna henne till Roms triumvir. Hon hade redan nedkommit med en son till sin make, den framtida kejsaren Tiberius, men var havande i sjätte månaden när hon ingick äktenskap med Augustus, varför hon födde sin första makes barn i sitt andra äktenskap, sonen Drusus. Bara två år dessförinnan hade hon varit tvungen att fly från Octavianus eftersom hennes make hade tillhört motståndarna i perusianiska kriget. 

### Kejsarinna
Livia fick aldrig några barn med Augustus, men fortsatte att utöva ett ojämförligt inflytande över honom till hans död. Imperiet som hon fick under sig genom sin trollkraft, behöll hon genom sitt omvittnat goda uppförande och djupa kännedom om Augustus person, vilken hon vinnlade sig om att behaga. Det har sagts om Livia att hon var en beräknande skådespelerska som var väl bevandrad i konsten att intrigera, men hon klagade aldrig på sin make för de otaliga älskarinnor han hade. 
Endast i en fråga var deras relation spänd, nämligen om successionsordningen. Augustus ville gynna sina släktingar, men Livia ville gynna sina barn, och enligt den allmänna uppfattningen i Rom skydde hon inga medel att undanröja sin makes släktingar. Av den orsaken sades hon, enligt Tacitus, vara in rempublicam mater, gravis domui Caesariim noverca. Hon pekades ut av många som ansvarig till Marcellus tidiga död, för att hon skulle ha föresatt sig att någon av hennes egna söner skulle gifta sig med Augustus dotter från äktenskapet med Scribonia, Julia. Detta synes emellertid vara grundlösa påståenden. Däremot kan det möjligen finnas skäl att misstänka henne för att både Gaius Caesar och Lucius Caesar dog; dessa var Julias barn i hennes äktenskap med Agrippa och Augustus barnbarn, och utgjorde otvivelaktigt ett hinder för Tiberius att efterträda Augustus. Lucius dog i Messalia år 2 e.Kr., och Gaius i Lycia år 4 e.Kr., två områden som inte betraktades som farliga. Det antogs allmänt att de hade förgiftats på hemliga order av Livia och Tiberius. Hon anklagades till och med för att ha påskyndat Augustus död år 14.

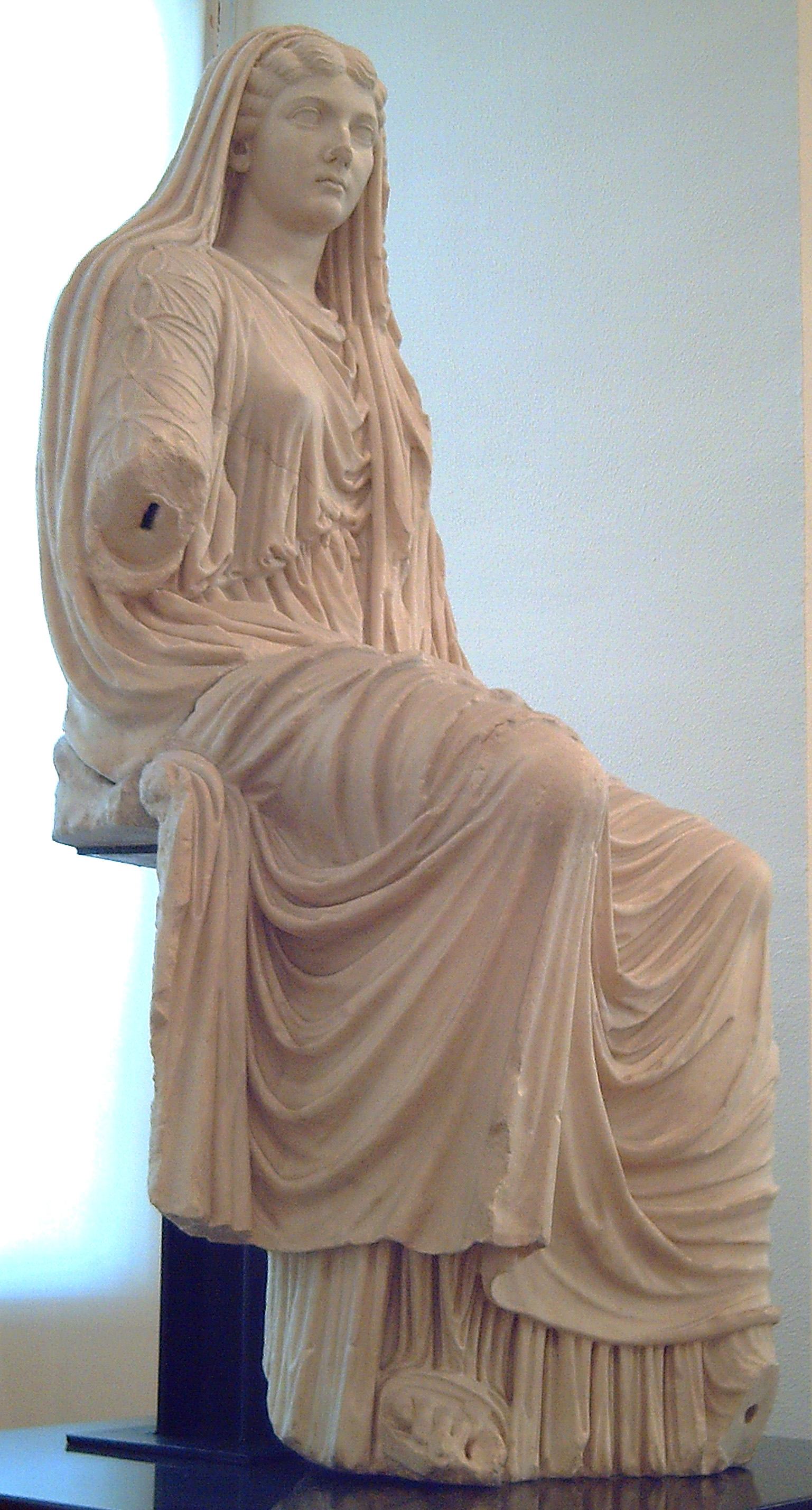
Staty av Livia Drusilla, från Paestum.

Augustus gjorde Livia och Tiberius till sina arvingar, och genom sitt testamente adopterade han henne till gens Julia, varför hon därefter hette Julia Augusta. 

### Senare liv
När hennes son uppträdde på imperiets tron hade hennes långvariga kamp nått sitt mål, och hon trodde att hon genom sin son skulle regera Romerska riket. Detta skulle dock inte Tiberius tolerera i längden. I början undertecknades alla offentliga dokument med båda deras namn, och brev till kejsaren hade även henne som adressat. Bortsett från att hon inte ägde tillträde till romerska senaten agerade hon i praktiken som statens makthavare. Hon sade öppet att det var hon som tillförsäkrat Tiberius imperiet, och för den skull tilldelade senaten henne många utmärkelser. Tiberius blev dock rädd att han skulle bli en skuggregent, och förbjöd därför dessa utmärkelser, och beordrade henne att dra sig tillbaka från det offentliga livet. Hon hade dock så mycket inflytande över honom att han inte kunde känna sig som regent så länge som hon var närvarande, och han tvingade därför henne att lämna Rom för Capri. 
Detta blev lönen för de ansträngningar, och antagligen brott, hon företagit för att få sin son på tronen. Tiberius dolde inte längre det hat han kände för sin mor, och de följande tre åren talade han endast med henne vid ett tillfälle. Inte ens på hennes dödsbädd besökte han henne. 
Hon dog år 29 efter en lång tids sjukdom, i hennes åttioandra år enligt Plinius, och åttiosjätte enligt Dio Cassius. Tiberius närvarade heller inte vid begravningen. Han förbjöd att hon konsekrerades vilket senaten föreslagit, med förevändningen att hon själv inte hade velat detta. Hennes gravtal hölls av hennes barnbarn Gaius Caesar, som senare blev kejsare Caligula, men Tiberius vägrade låta hennes testamente verkställas. 

## Eftermäle
Först under kejsar Claudius, år 42 e. Kr., konsekrerades hon. Efter gudaförklaringen inkluderades hon i kejsarkulten med namnet Diva Augusta. Hennes staty sattes upp i Augustus tempel, Rom vid sidan av hennes make, hennes namn nämndes i bönerna, och en vagn dragen av elefanter med hennes avbild visades upp i de offentliga spelen. 
Den romerska stammen Livia fick sitt namn efter henne.